# 清家千晶
清家 千晶（せいけ ちあき、1979年7月10日 - ）は、日本の女性シンガーソングライター。
愛媛県松山市出身。「VIRGIN#TOKYO」第4回オーディションにてグランプリを獲得し、2001年5月にEMIミュージック・ジャパンのVirgin Musicよりマキシシングル『スミレ』でデビュー。2005年にMELODY STAR RECORDSに移籍。

## ディスコグラフィー

### シングル
1. スミレ（2001年05月09日/EMIミュージック・ジャパン）オリコン77位
  1. スミレ[4:20]（作詞・作曲：清家千晶／編曲：清家千晶・園畑貴之）
    - 「トゥナイト2」エンディングテーマ

  2. 12月の雨[5:28]
  3. この体。[3:55]
2. 空の鏡（2003年06月18日/EMIミュージック・ジャパン）CCCD
  1. 空の鏡（作詞・作曲：清家千晶／編曲：河野圭）
    - ANB「サタデー総合研究所」エンディングテーマ

  2. エンドレス[4:14]（作詞・作曲：清家千晶／編曲：西海孝）
  3. 空の鏡 (inst)[4:54]

### ミニアルバム
1. 浮遊ブルー（2002年09月11日/EMIミュージック・ジャパン）
  1. 花唄-ハナウタ-[4:58]
  2. -afternoon-[5:33]
  3. まばたき[5:25]
    - ANB系「うるおい宣言!」エンディングテーマ

  4. マイルド[4:37]
  5. 光と自由[2:04]

### アルバム
1. サイレンス（2003年09月18日/EMIミュージック・ジャパン）CCCD
  1. この体。[3:53]
  2. 空の鏡[4:53]
  3. オルゴール[3:17]
  4. スミレ[4:18]
  5. 花唄-ハナウタ-[4:58]
  6. 360°[4:56]
  7. うたたね[4:59]
  8. メランコリック[4:47]
  9. 呪文[4:56]
  10. まばたき(Acoustic.)[4:50]
  11. スミレ(deep color ver.)[4:18]
  12. スミレ(another ver.)[3:55]
2. Tokyo Escape Music．（2005年03月16日/MELODY STAR RECORDS）
  - トーレ・ヨハンソンが参加

  1. デジャブ
  2. チャイルド ’89
  3. あざやか
  4. 朝とバラード
  5. 7月に生まれて
  6. chocolate
  7. 刹那
  8. 三日月な歌
  9. 花唄-ハナウタ-(cell ver.)
3. Sensitive doll（2006年02月08日/MELODY STAR RECORDS）
  1. electric sense
  2. センチメンタリズム
  3. 愛とデリケート
  4. 妄想回遊魚
  5. ice waltz
  6. 裸と煙草
  7. -beauty-

### 参加作品
1. the most relaxing feel2（2001年04月11日）
14.スミレ～world of air version～ / 清家千晶 featuring ORIENTA
2. Lohas Melodies（2004年12月22日）
11.スミレ
3. emily（2009年06月13日/つばきれこーど）/ 清家千晶＆玉城ちはる

## TV出演
- テレビ朝日系『BREAK OUT』（2001年6月26日・10月9日）